# ラサウヌプリ
ラサウヌプリまたは奥遠音別（おくおんねべつ）は、北海道の斜里郡斜里町と目梨郡羅臼町の2町にまたがる標高1,019.4mの山である。三等三角点「奥遠音別」が設置されている。

## 概要
知床半島を構成する山で、遠音別岳と海別岳のほぼ中間に位置する。地形図には山名は掲載されていないが、一部の登山愛好家の間ではその名が知られている。山頂から北方向に伸びる尾根の先端にはラサウの牙と呼ばれる岩山がある。

## 山名
奥遠音別という名はラサウヌプリの別名として使用されることがあるが、山頂に設置されている三角点名が由来である。
ラサウヌプリの山頂には「サマッキヌプリ」と記載されていたこともあったが、この山名は現在の知床岳を指すと考えられている。
「ラサウヌプリ」の山名はアイヌ語だが由来については不明であるがいくつかの説はある。
- 「雷」を意味する「rasawne niskur」が元であるという説。しかしこの言葉は知床から離れた千歳の方言である。
- 「木片の隣にある山」を意味する「ras aw un(/o) nupuri」が由来であるという説。「木片」とはラサウの牙のことを表すと考えられている[3]。

ラサウヌプリはかつて「エキシャラン岳」「イシキヌプリ」と記述されたことがある。これらは由来が同じとされ、ラサウヌプリ山頂の北東約2kmほどにあるルウチシと呼ばれる峠の付近を流れるオンネベツ川もしくは陸志別川の上流部が、「e- pis or un（その頭・浜・の所・にある）」が訛って「エキシャラン」、略した「e- pis」が訛って「イキシ」と呼ばれ、その源頭にあたるラサウヌプリが「エキシャランヌプリ」「イシキヌプリ」と呼ばれたという説がある（pとkは破裂音である）。

## 登山
登山道はなく、主に残雪期に登られる。
陸志別川支流の陸嶺川沿いの林道を歩き、途中から徒渉して山頂東側の尾根に登り標高680m峰と標高752m峰を経て山頂に至る。初心者向けではない。
ラサウの牙へは登山以外に岩登りの技術が求められる。